# (58605) Liutungsheng
(58605) Liutungsheng est un astéroïde de la ceinture principale.

## Description
(58605) Liutungsheng est un astéroïde de la ceinture principale. Il fut découvert le 8 octobre 1997 à la station de Xinglong par le programme Beijing Schmidt CCD Asteroid Program. Il présente une orbite caractérisée par un demi-grand axe de 2,38 UA, une excentricité de 0,23 et une inclinaison de 1,3° par rapport à l'écliptique.

## Compléments